# کوندریاک
کوندریاک (انگلیسی: Kundryak) یک شهرک در شهرستان استرلیباشفسکی استان باشقیرستان کشور روسیه است.